# Амістад (фільм)
«Амістад» (англ. Amistad) — американський фільм 1997 року режисера Стівена Спілберга.

## Сюжет
Дія фільму відбувається в 1839 році. Група рабів, захоплених в Африці, підійма́є заколот на судні «Амістад» і намагається повернутися додому, але корабель пристає до берегів Сполучених Штатів. Їх заарештовують і далі починається судовий процес, метою якого є вирішення долі бунтівних рабів.

## У ролях
| Актор              | Роль                  |
| ------------------ | --------------------- |
| Джімон Гонсу       | Сінке                 |
| Меттью МакКонахі   | Роджер Шерман Болдвін |
| Морган Фрімен      | Теодор Джоудсон       |
| Ентоні Гопкінс     | Джон Квінсі Адамс     |
| Найджел Готорн     | Мартін ван Бюрен      |
| Девід Пеймер       | секретар Джон Форсайт |
| Піт Поселтвейт     | Вільям С. Голаберд    |
| Стеллан Скашгорд   | Льюїс Таппен          |
| Разаак Адоті       | Ямба                  |
| Абу Бакаар Фофанах | Фала                  |
| Анна Паквін        | королева Ізабелла     |
| Чиветел Еджіофор   | Джеймс Ковей          |
| Джон Ортіс         | Педро Монтес          |
| Ксандер Берклі     | Гамонд                |
| Джеремі Нортем     | Джон Колдвелл Келхун  |

## Цікаві факти
- Права на екранізацію книги Оуенса були придбані ще в 1984 році, але майбутній продюсер картини Деббі Аллен запропонувала Спілбергові бути режисером фільму після зйомок стрічки «Список Шиндлера».
- Це був перший фільм, знятий Спілбергом на кіностудії «DreamWorks SKG», де він був співвласником і співзасновником.
- Письменниця Барбара Чейз-Рибо перед виходом фільму на екрани подала в суд на Спілберга, звинувативши в тому, що в основі його фільму нібито лежить її роман «Ехо левів». Суд виграла студія Спілберга.
- Спочатку роль Сінке запропонували Дензелові Вашингтону, але актор відмовився.
- Серед тих, кому пропонували ролі у фільмі, були імениті актори світового кіно: шотландець Шон Коннері не потрапив на роль президента Адамса, а Кьюба Гудінг молодший на роль Сінке.
- Можливо, акторів, що претендували на роль Сінке, бентежила вимога Спілберга озвучувати роль тільки мовою менде. У фільмі цей персонаж вимовляє тільки шість англійських слів.
- Справжнє ім'я Джозефа Сінке було Сенгбе П'є.
- У ролі шхуни «Амістад» знявся кліпер «Гордість Балтімора».
- Початкова сцена, в якій озброєні раби дають відсіч команді судна, була вирізана для кінотеатрів Ямайки. Справа в тому, що більшість жителів Ямайки — нащадки рабів якраз із Західної Африки і настільки жорстока сцена могла б «образити пам'ять їхніх предків».